# 科希策车站

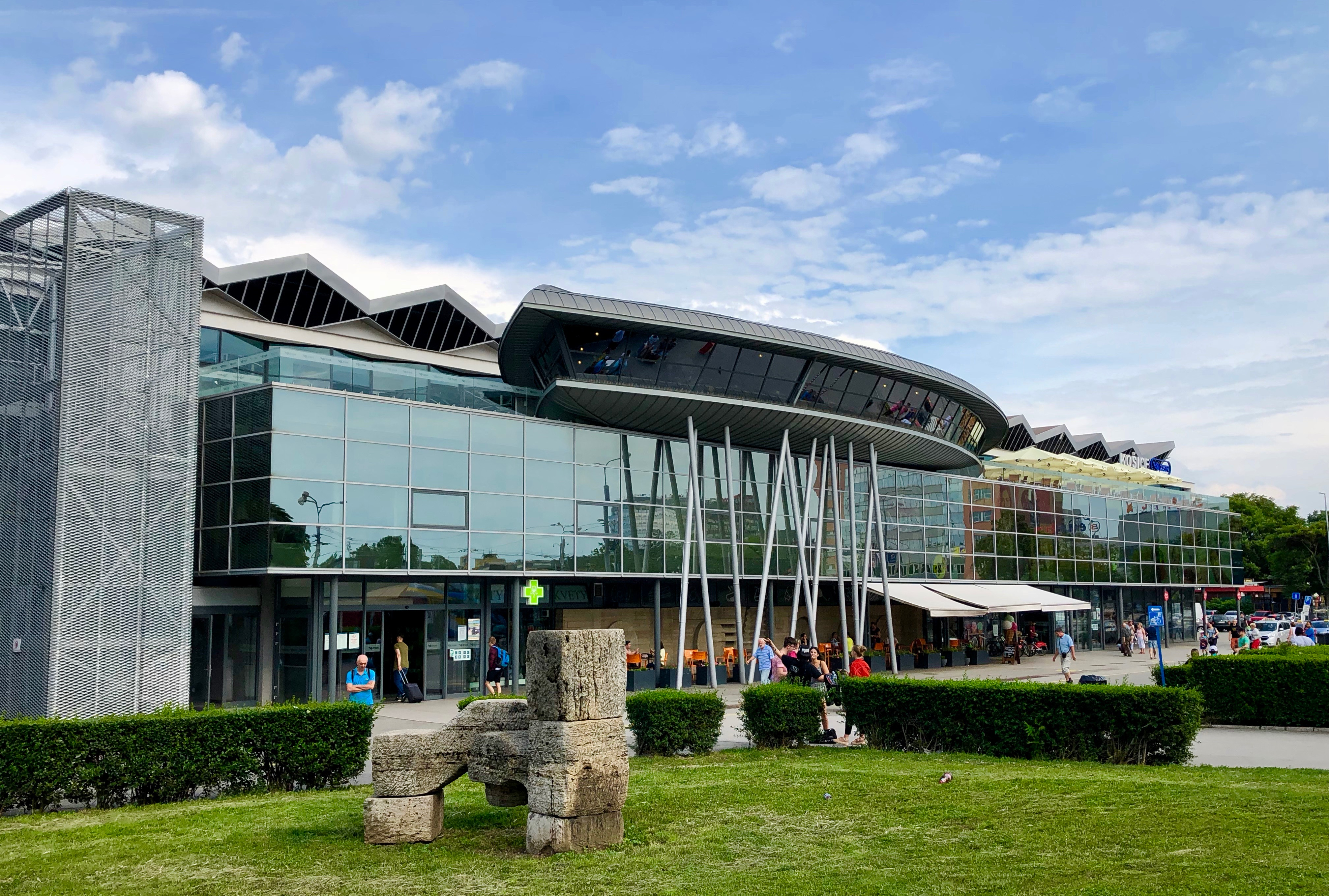
科希策车站（2018年）

科希策车站是斯洛伐克第二大城市科希策的主要鐵路車站，於1860年8月14日啟用，現有的車站於2011年8月重建，並於2016年完工，是斯洛伐克最現代化的火車站之一。
科希策车站是科希策-日利納鐵路的東側終點站，是斯洛伐克主要東西鐵路走廊的一部分。它也是許多其他線路的終點站。

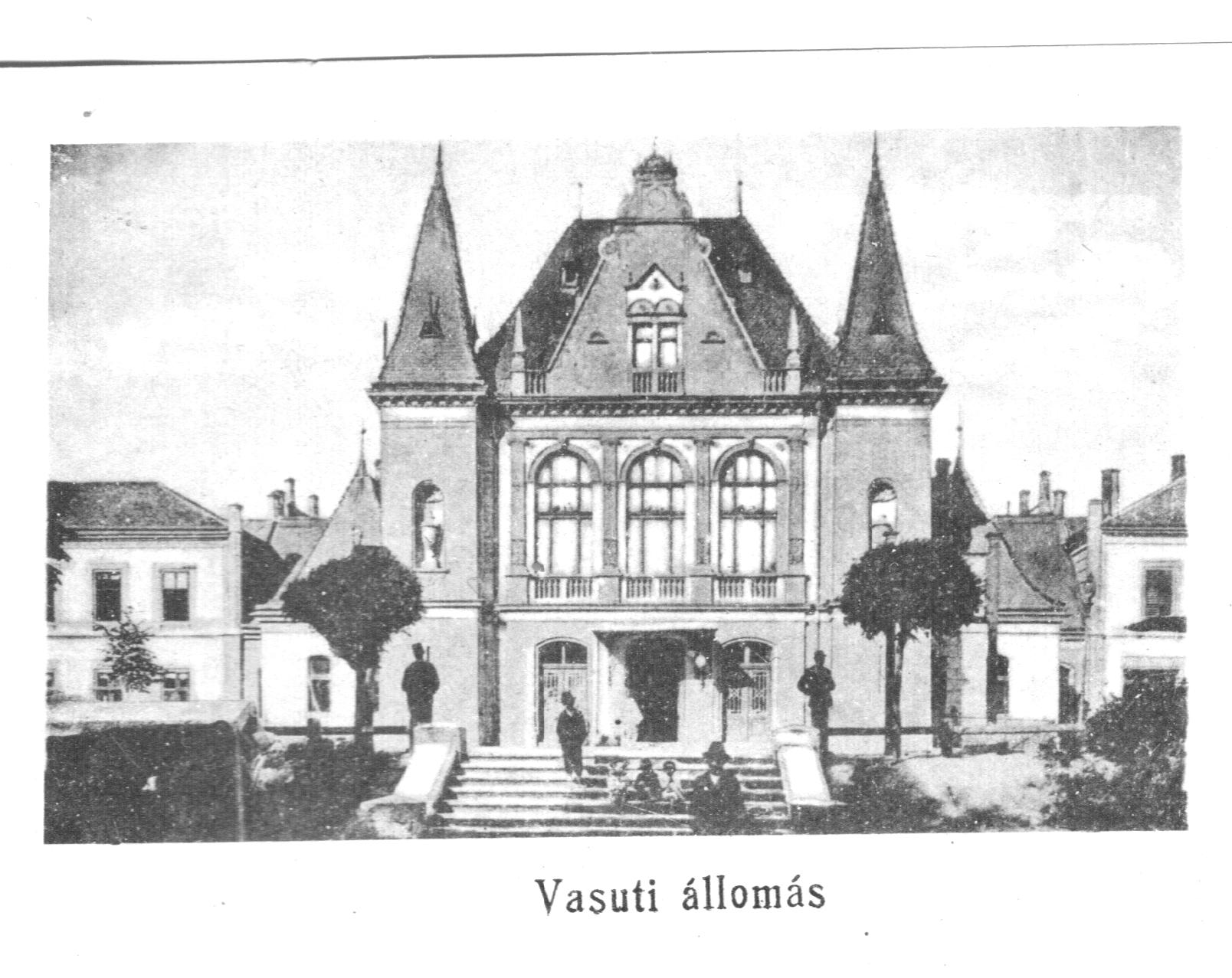
1900年後的車站
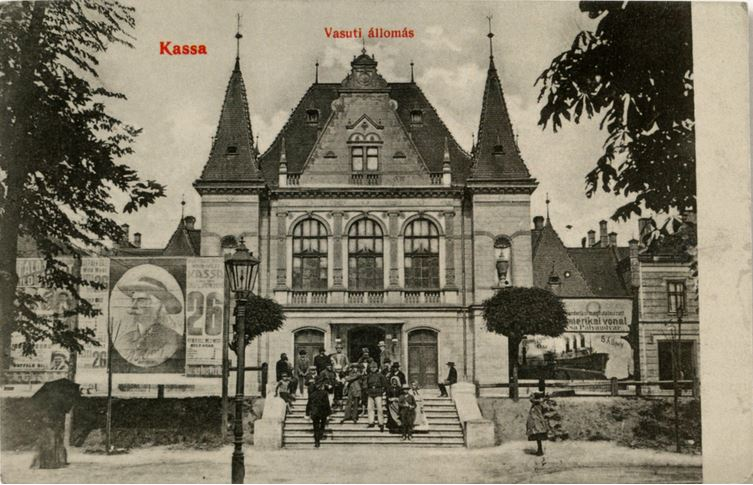
1906年的車站
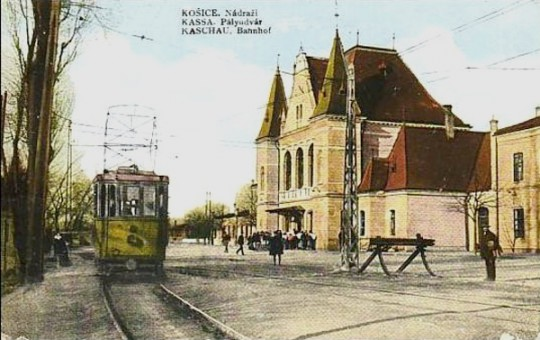
1920-1929年間的車站
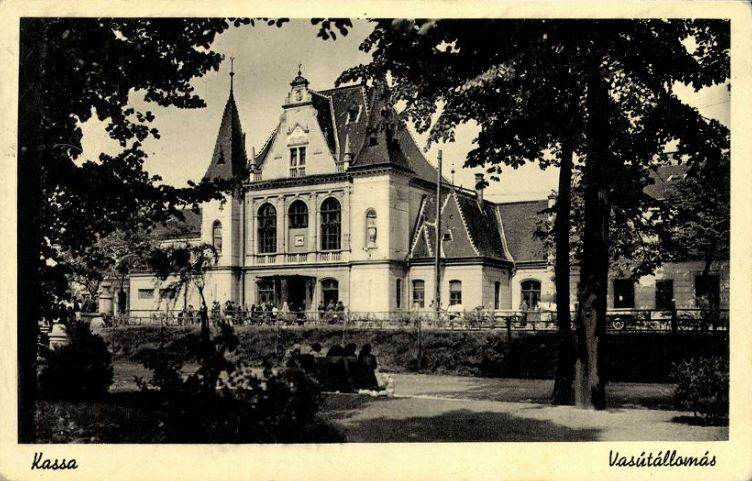
1939年的車站
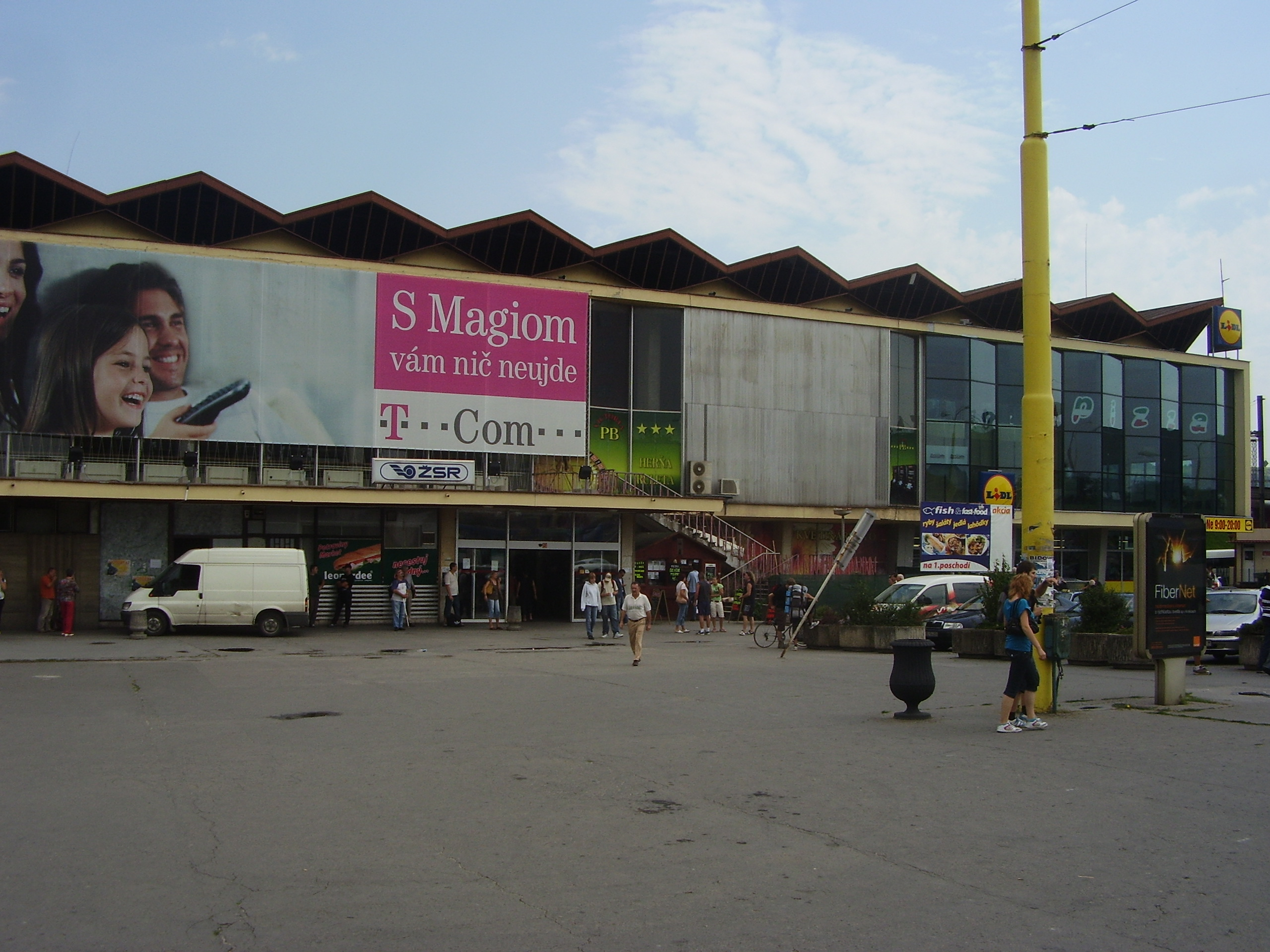
2008年的車站